# تايلر بيرس
تايلر بيرس (بالإنجليزية: Tyler Pierce)‏ هي متزلجة فنية أمريكية، ولدت في 12 أكتوبر 1998 في ويتير في الولايات المتحدة.

## وصلات خارجية
- تايلر بيرس على موقع الاتحاد الدولي للتزلج (الإنجليزية)